# Chiesa di San Giorgio (Enemonzo)
La chiesa di San Giorgio è un edificio di culto situato a Colza di Enemonzo, in provincia e arcidiocesi di Udine; fa parte della forania della Montagna.

## Storia
La chiesa di Colza fu edificata probabilmente alla fine del Quattrocento. La facciata dell'edificio venne rimaneggiata nel XVIII secolo. 
In seguito al Terremoto del Friuli del 1976, la chiesetta fu restaurata nel 1984.

## Interno
Sull'arco trionfale e nell'arco un ciclo di affreschi di Pietro Fuluto, risalente al 1513, con figure sacre e scene relative alla vita di San Giorgio ambientate in paesaggio fiabesco.